# 哈羅夫斯克
59°47′N 40°12′E / 59.783°N 40.200°E
哈羅夫斯克（俄语：Ха́ровск）是俄羅斯沃洛格達州中部的一個城市，位於庫別納河畔，距沃洛格達90公里。2002年人口11,460人。
1903年建立。1954年設市。